# Giurdignano
Giurdignano – miejscowość i gmina we Włoszech, w regionie Apulia, w prowincji Lecce.
Według danych na rok 2004 gminę zamieszkiwało 1790 osób, 137,7 os./km².
W miejscowości jest przystanek kolejowy Giurdignano.